# Windusari (Nusaherang)
Windusari is een bestuurslaag in het regentschap Kuningan van de provincie West-Java, Indonesië. Windusari telt 1004 inwoners (volkstelling 2010).